# Аго, Киёхико
Аго Киёхико (яп. 吾郷 清彦; 2 января 1909, Ода, Симане — 5 июня 2003) — исследователь древней истории Японии и Косинто.

## Биография
Имя при рождении — Митани Тэцуо (яп. 三谷哲夫). Позже, был усыновлён в семье Аго.
По роду занятий — инженер-электрик. После выхода на пенсию он посвятил себя исследованию древней истории Японии, символов Шэньдай, истории Синто.
В 1972 году он написал книгу «Япония до Кодзики».

### Карьера инженером-электриком
После окончания Сучжоуского университета, Аго работал в Маньчжурской электрической индустрии, на теплоэлектростанции, в таких городах как Фэнте (сейчас город Шэньян). После возвращения в Японию из-за поражения в японо-китайской войне и после нескольких лет работы учителем средней школы в префектуре Симанэ и префектуре Миэ, с 1952 года (27 году Сёва) Киёхико играет центральную роль в строительстве и эксплуатации принадлежащей префектуре Симане гидроэлектростанции.